# اولها روزشکپوکینا
اولها روزشکپوکینا (انگلیسی: Olha Rozshchupkina؛ زادهٔ ۲۶ مارس ۱۹۸۴) ژیمناست هنری اهل اوکراین است.